# Untitled (Arashi)
Untitled (stilizzato 「untitled」) è il sedicesimo album in studio del gruppo musicale giapponese Arashi, pubblicato nel 2017.

## Tracce
CD 1
1. Green Light – 4:16
2. Tsunagu (つなぐ Connect) – 4:08
3. Mikan (｢未完｣ Incomplete) – 3:26
4. Sugar – 3:52
5. Power of the Paradise – 4:38
6. Ari no Mama de (ありのままで As It Is) – 3:28
7. Fūun (風雲 Winds and Clouds) – 3:29
8. I'll Be There – 4:11
9. Hōyō (抱擁 Hug) – 3:45
10. Pray – 5:03
11. Hikari (光 Light) – 5:00
12. Kanata e (彼方へ To the Other Side) – 4:36
13. Song for You – 11:29

CD 2
1. Bazuri Night (バズりNIGHT Buzzing Night, Aiba, Ohno, Sakurai trio song) – 3:57
2. Yoru no Kage (夜の影 Night's Shadow, Matsumoto, Ninomiya, Ohno trio song) – 3:46
3. UB (Aiba and Ninomiya duo song) – 4:13
4. Come Back (Matsumoto and Sakurai duo song) – 3:52
5. Kanpai Song (カンパイ･ソング; Bonus track) – 4:34